# Razor Blade Smile
Pour plus de détails, voir Fiche technique et Distribution.
Razor Blade Smile est un film britannique réalisé par Jake West et sorti en 1998.

## Synopsis
Lilith Silver, une séduisante vampire moderne, tueuse à gages, lutte contre une mystérieuse organisation secrète. Elle finit par se heurter à celui qui jadis, la condamna à devenir une créature de la nuit.

## Fiche technique
- Titre : Razor Blade Smile
- Réalisation : Jake West
- Scénario : Jake West
- Production : Jake West, Robert Mercer
- Sociétés de production : Manga Live Pictures
- Pays d'origine : Royaume-Uni
- Genre : Horreur et fantastique
- Durée : 102 minutes
- Date de sortie : 1998

## Distribution
- Eileen Daly : Lilith Silver
- Christopher Adamson : Sethane Blake
- Jonathan Coote : Détective inspecteur Price
- Kevin Howarth : Platinum
- David Warbeck : the horror movie man
- Heidi James : Ariauna
- Isabel Brook : Silk
- Jennifer Guy : Cindy Arnold